# أتيلا الهوني (فلم 2001)
أتيلا (المعروف أيضًا باسم أتيلا الهوني في المملكة المتحدة)، هو مسلسل تلفزيوني أمريكي قصير صدر عام 2001، تدور أحداثه خلال الأيام الأخيرة للإمبراطورية الرومانية الغربية، وبشكل خاص أثناء غزوات الهون لأوروبا.

## القصة
في القرن الخامس، ورغم الفساد والتناحر السياسي والغزوات البربرية، ظلت الإمبراطورية الرومانية أعظم قوة في العالم. وفقًا لنبوءة قديمة لشعوب الهون، سيظهر يومًا ما ملك يوحد القبائل الهونية وينتزع من روما حقها في حكم العالم. كان ذلك الملك المنتظر هو أتيلا، ابن زعيم قبيلة موندزوك، الذي نشأ يتيمًا. خلال الفترة بين عامي 434 و453، أدرك عمه الملك روجا تلك النبوءة واستغل ضعف الإمبراطوريتين الرومانيتين الشرقية والغربية، إلى جانب افتقار الإمبراطور فالنتينيان الثالث للخبرة، لتهديد روما وتحقيق الحلم الهوني.
أمام هذا التهديد، أمرت الإمبراطورة الرومانية غالا بلاسيديا بإطلاق سراح فلافيوس أيتيوس، القائد العسكري البارع، الذي كان قد سُجن بعد انقلاب فاشل. بفضل دهائه وخبرته، استطاع أيتيوس حشد القوات لمواجهة أتيلا. دارت المعركة الحاسمة في شالون-شمبانيا ببلاد الغال، حيث قاد أيتيوس الجيوش الرومانية مدعومًا بالقوط الغربيين بقيادة ملكهم ثيودوريك الأول. أسفر القتال عن انتصار الرومان، مما أجبر أتيلا على التراجع لفصل الشتاء مع التخطيط لشن هجوم جديد في الربيع.
إلا أن القدر حال دون ذلك، حيث تعرض أتيلا للتسميم يوم زفافه، ليكون ضحية انتقام إحدى زوجاته، في مؤامرة يُعتقد أن أيتيوس كان وراءها. ومع ذلك، لم يهنأ أيتيوس بانتصاره طويلًا، إذ سرعان ما تعرض للطعن على يد الإمبراطور فالنتينيان الثالث، الذي أراد التخلص منه بعد أن أنجز مهمته.

## التمثيل
أتيلا: جيرارد بتلر 

أيتيوس: باورز بوثي

## روابط خارجية
- مقالات تستعمل روابط فنية بلا صلة مع ويكي بيانات